# Cheers (Drink to That)
A Cheers (Drink to That) egy dal Rihanna barbadosi énekesnőtől, ötödik, Loud című stúdióalbumáról. Amerikai rádiók 2011. augusztus 2-án játszották először. A szerzeményt Andrew Harr, Jermaine Jackson, Stacey Barthe, Laura Pergolizzi, Corey Gibson, Chris Ivery, Lauren Christy, Graham Edwards, Avril Lavigne és Scott Spock írta, a produceri munkálatokat a The Runners végezte. A szám Avril I'm with You című dalából tartalmaz részletek. A szám alkohol fogyasztásáról és szórakozásról szól.
A kritikusoktól pozitív értékeléseket kapott, sokan az Avril-dalból beépített elemeket dicsérték, mások egy sikeres klub számot láttak benne dalszövege miatt. A videóklip Evan Rogerts és Ciara Pardo rendezésével készült, és a kisfilm az énekesnő hazájában, Barbados szigetén készült. A szerzemény a 2011-es koncertkörútja, a Loud Tour dallistákán is helyet kapott. Rihanna az angol V Festival-on is előadta a dalt 2011. augusztus 20-án és 21-én.

## Háttér

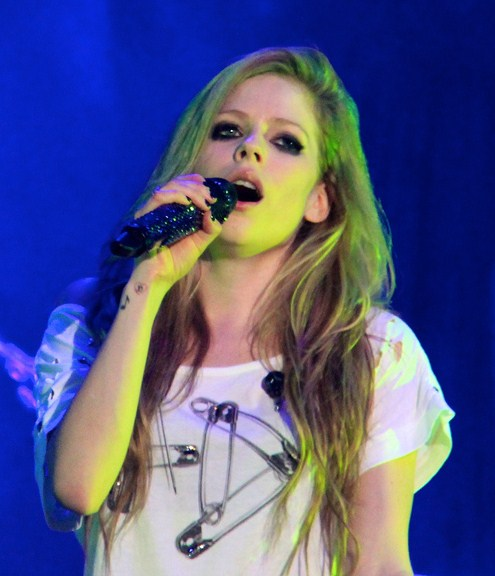
A felvétel részleteket tartalmaz Avril Lavigne I'm with You című dalából.

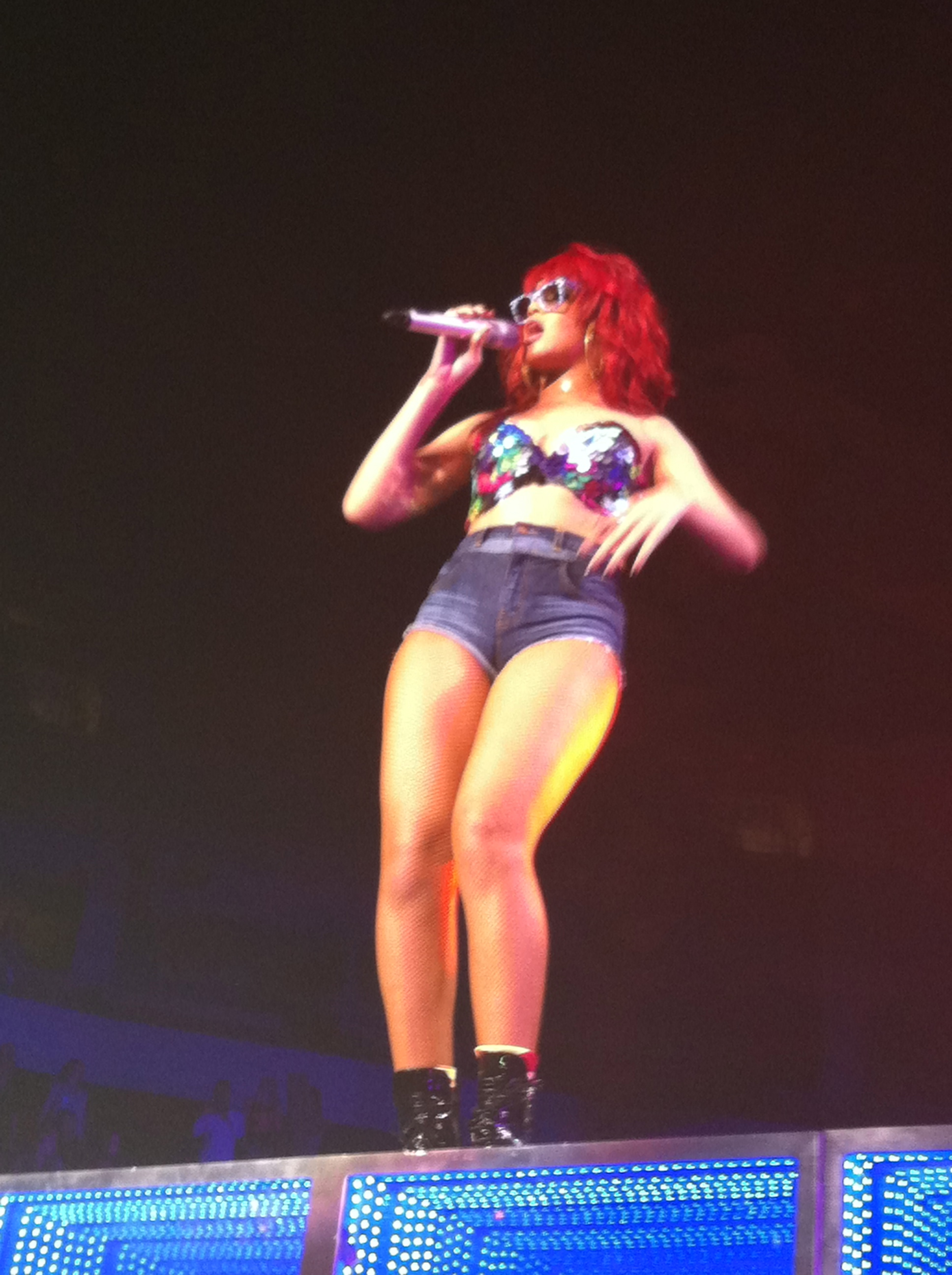
Rihanna a dal előadása közben.

Rihanna először akkor beszélt a dalról, mint kislemez, mikor Perez Hilton (az albumról) kedvenc számának titulálta. Ekkor ugyanis Twitter fiókján azt üzente a bloggernek, hogy kedvenc felvétele lesz a következő kislemez. Amerikai rádiók műsorán 2011. augusztus 2-án debütált a szám. Andrew Harr, Jermaine Jackson, Stacey Barthe, Laura Pergolizzi, Corey Gibson, Chris Ivery, Lauren Christy, Graham Edwards, Avril Lavigne és Scott Spock írta a dalt, producerei Harr és Jackson voltak, akik közösen The Runners névvel ismertek. A kislemez részleteket tartalmaz Avril I'm with You című dalából. 
A Cheers (Drink to That) egy pop-rock felvétel, dance-pop és R&B elemekkel.
Egy 2010. végén adott interjúban Rihanna kifejtette, miért a Cheers (Drink to That) a kedvenc száma a Loud című albumról:
Imádom azt a számot. Az albumról az egyik kedvencem. Mindig vidám vagyok tőle ... nagyszerű belső érzést ad, mintha szórakozni akarnál, és inni ... Az emberek alig várják a hétvégét." Később Lavigne is beszélt a felvételről: "Nagyon izgalmas volt, hiszem az I'm With Your az egyik kedvenc dalom, amit én csináltam, minden egyes előadásom során élvezem."

## Videóklip

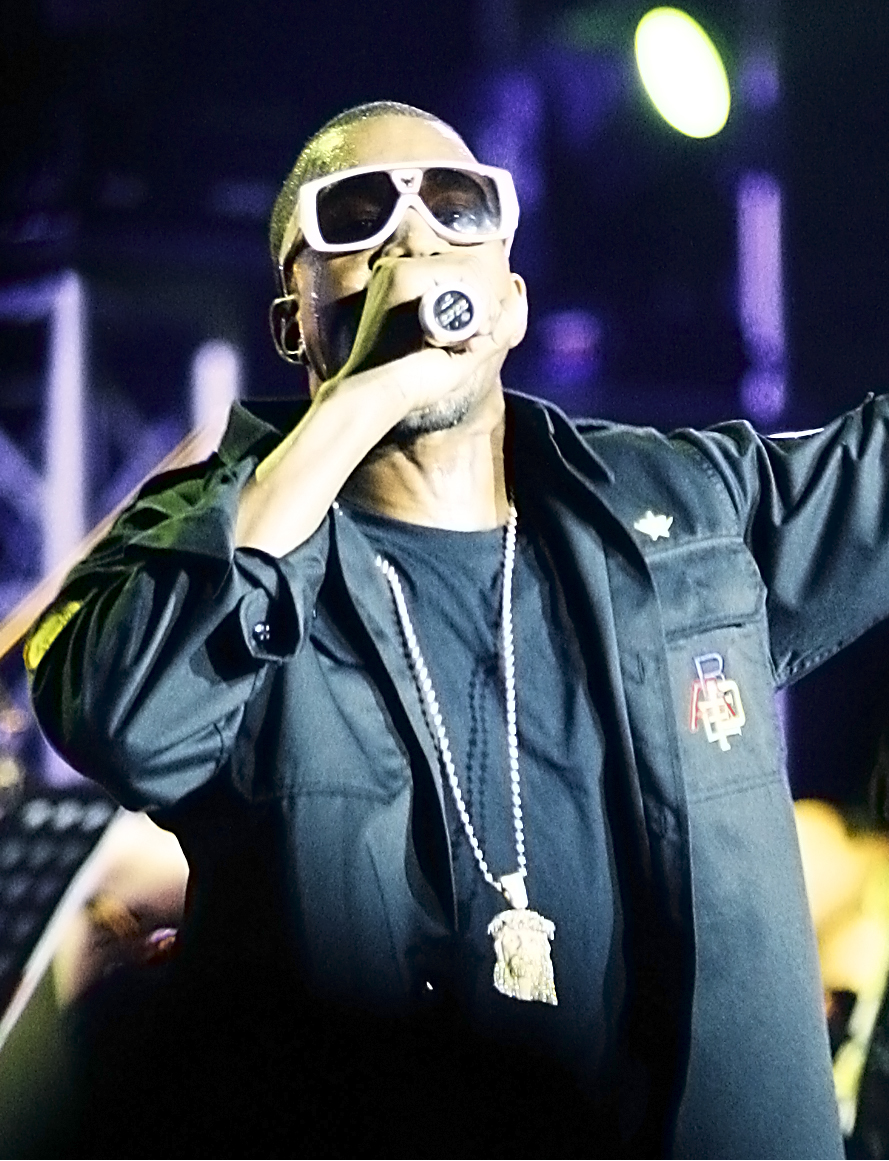
A kisfilmben Kanye West is szerepel.

2011. augusztus 5-én, a Loud Tour bardadosi állomásán Rihanna bejelentette, hogy a Cheer (Drink to That) videóklipjének forgatása a műsor során megkezdődött. Később az is kiderült, a kisfilmben hazatérése is benne lesz, illetve több észak-amerikai turnéállomáson való előadása is. Twitteren bejelentette az énekesnő, hogy a klip 2011. augusztus 24-én debütál iTunes-on. Végül 26-án jelent meg a klip, ahogy VEVO csatornáján is ugyanezen napon debütált. Egy nappal korábban egy 15 másodperces előzetes látott napvilágot a klipből. Evan Rogers és Ciara Pardo rendezte a kisfilmet. A klipben Avril Lavigne, Jay-Z, Cee Lo Green és Kanye West is megjelenik.

## Slágerlistás helyezések
| Slágerlista (2011)             | Legjobb helyezés |
| ------------------------------ | ---------------- |
| Ausztrál kislemezlista         | 6                |
| Kanadai Hot 100 kislemezlista  | 6                |
| Cseh rádiós lista              | 50               |
| Francia kislemezlista          | 64               |
| Ír kislemezlista               | 16               |
| Új-zélandi kislemezlista       | 5                |
| Skót kislemezlista             | 14               |
| Szlovák kislemezlista          | 17               |
| Dél-koreai Gaon kislemezlista  | 46               |
| Svájci kislemezlista           | 66               |
| UK R&B lista                   | 4                |
| Brit kislemezlista             | 15               |
| USA Billboard Hot 100 lista    | 7                |
| US Pop Songs lista             | 11               |
| US Adult Pop Songs lista       | 34               |
| US Latin Pop Songs lista       | 40               |
| US Hot R&B/Hip-Hop Songs lista | 80               |

## Megjelenések
| Ország           | Dátum              | Formátum         |
| ---------------- | ------------------ | ---------------- |
| Ausztrália       | 2011. augusztus 1. | Rádiós premier   |
| Egyesült Államok | 2011. augusztus 2. | Mainstream rádió |

## Fordítás
Ez a szócikk részben vagy egészben  a   Cheers (Drink to That) című angol Wikipédia-szócikk fordításán alapul.  Az eredeti cikk szerkesztőit annak laptörténete sorolja fel. Ez a jelzés csupán a megfogalmazás eredetét és a szerzői jogokat jelzi, nem szolgál a cikkben szereplő információk forrásmegjelöléseként.